# 孔塔任

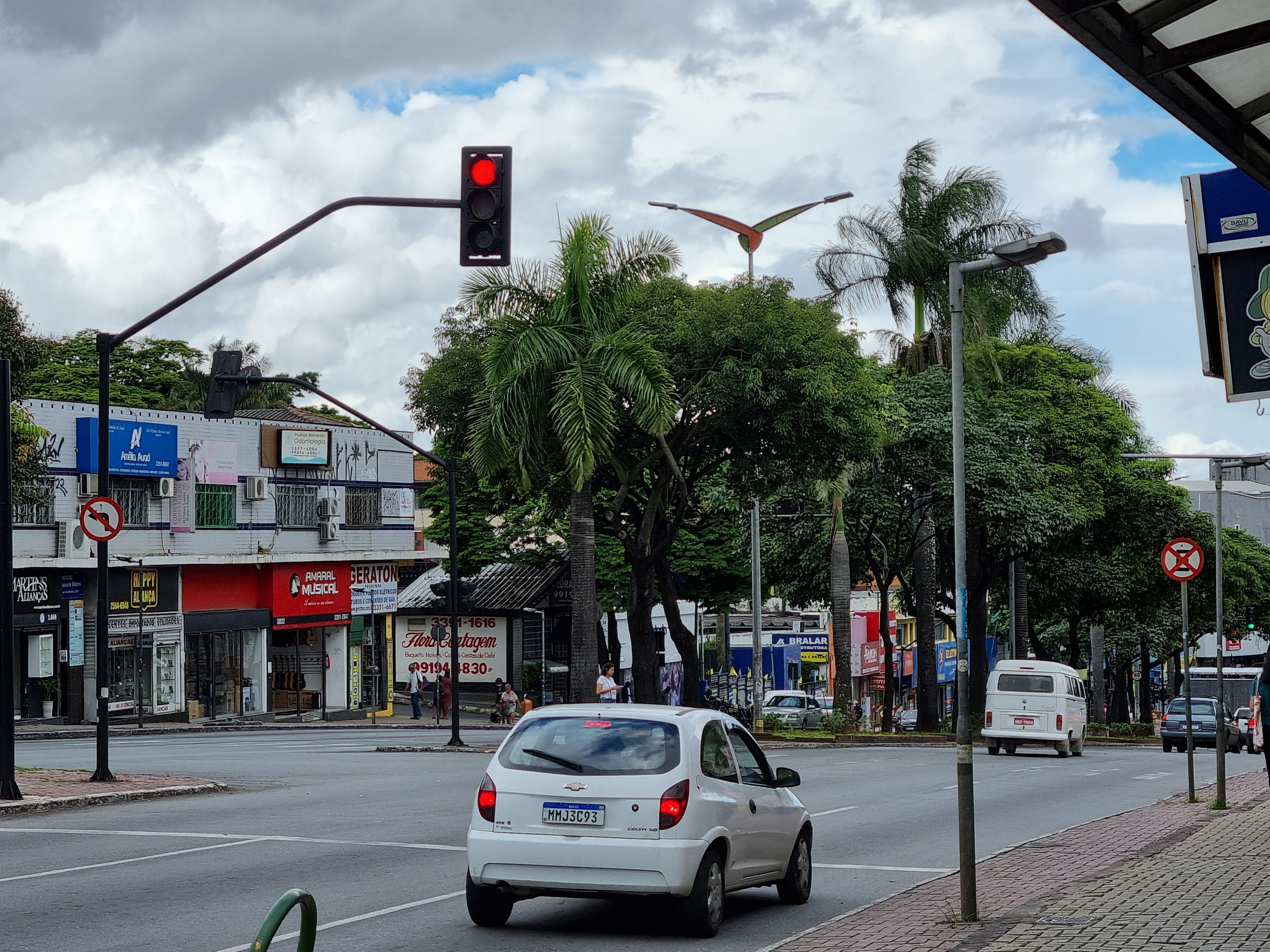
孔塔任

孔塔任是巴西的城市，位於該國東南部，距離首府貝洛奧里藏特21公里，由米納斯吉拉斯州負責管轄，始建於1716年，面積194平方公里，海拔高度858米，受熱帶氣候影響，2008年人口617,749。

## 外部連結
- Ceasa Greater BH
- City government official site （页面存档备份，存于）